# Neptungras
Das Neptungras (Posidonia oceanica) ist eine Pflanzenart aus der Familie der Neptungrasgewächse (Posidoniaceae). Diese Wasserpflanze gedeiht im Salzwasser. Sie ist – als einzige Art der ansonsten vollständig in Australien heimischen Gattung Posidonia – im Mittelmeer heimisch. Die von ihr dort gebildeten Seegraswiesen sind die Grundlage bedeutender mariner Ökosysteme. Bekannt sind sie für die aus ihnen entstehenden Seebälle.

## Beschreibung
Das Neptungras ist eine untergetaucht lebende (submerse), ausdauernde krautige Pflanze. Ihre kompakten und verzweigten Rhizome weisen einen Durchmesser von 5 bis 10 Millimeter auf und ihre Internodien sind nur 0,5 bis 2 Millimeter lang. Die stark verzweigten Wurzeln besitzen eine Länge von bis zu 40 Zentimeter und einen Durchmesser von 3 bis 4 Millimeter.
Meist vier bis sechs, selten bis zu zehn Laubblätter stehen in Bündeln am Ende der Verzweigungen zusammen. Die Blattscheide ist 3 bis 5 Zentimeter lang und 10 bis 12 Millimeter breit, Öhrchen fehlen, im Alter reißen sie längs ein und bilden bürstenähnliche Bündel aus steifen Fasern. Die einfache, flache Blattspreite ist bei einer Länge von 40 bis 50 Zentimeter und einer Breite von 5 bis 9 Millimeter linealisch und an ihrer Spitze eingekerbt bis stumpf. Es sind 13 bis 17 Blattadern vorhanden.
Die Blütezeit reicht von Mai bis Juni (Malta). Die Pflanze bildet einen 7 bis 15 Zentimeter langen Blütenstandsschaft mit 4 bis 6 Zentimeter langen und 0,5 bis 0,8 Zentimeter breiten, laubblattähnlichen Hochblättern. Der ährige Blütenstand ist 2,5 bis 4,5 Zentimeter lang. Die Vorblätter sind kleiner als die Hochblätter. Jeder Blütenstand enthält drei bis sieben zwittrige Blüten, die endständige Blüte ist stets funktional männlich. Ein Perianth fehlt. Es sind drei Staubblätter vorhanden, die rötlichen, 2 bis 4,5 Millimeter langen Staubbeutel sind sitzend. Die sitzenden Narben sind mit sternförmigen Papillen besetzt. Die eiförmigen Früchte sind bis zu 10 Millimeter lang.

## Ökologie

### Wachstum

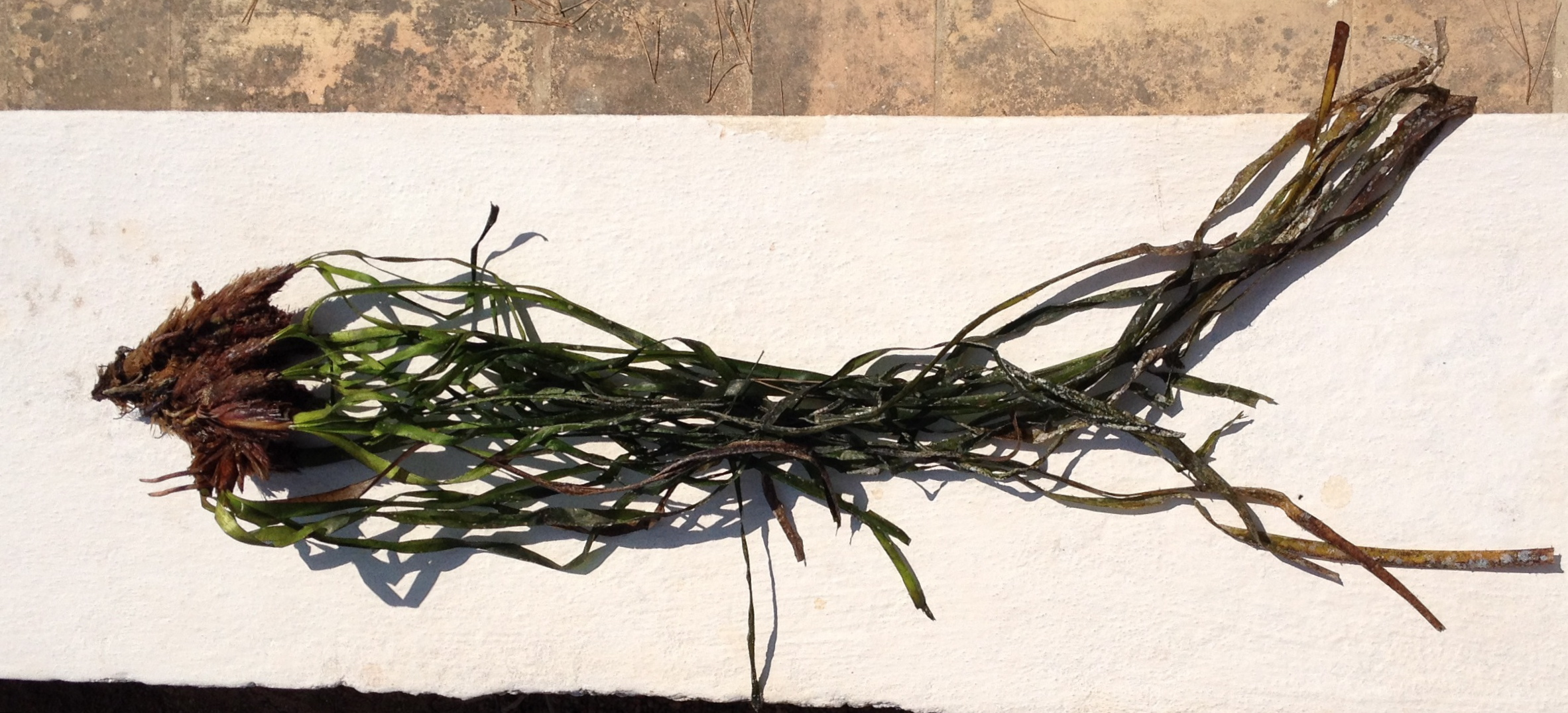
Fünf Triebe von Posidonia oceanica

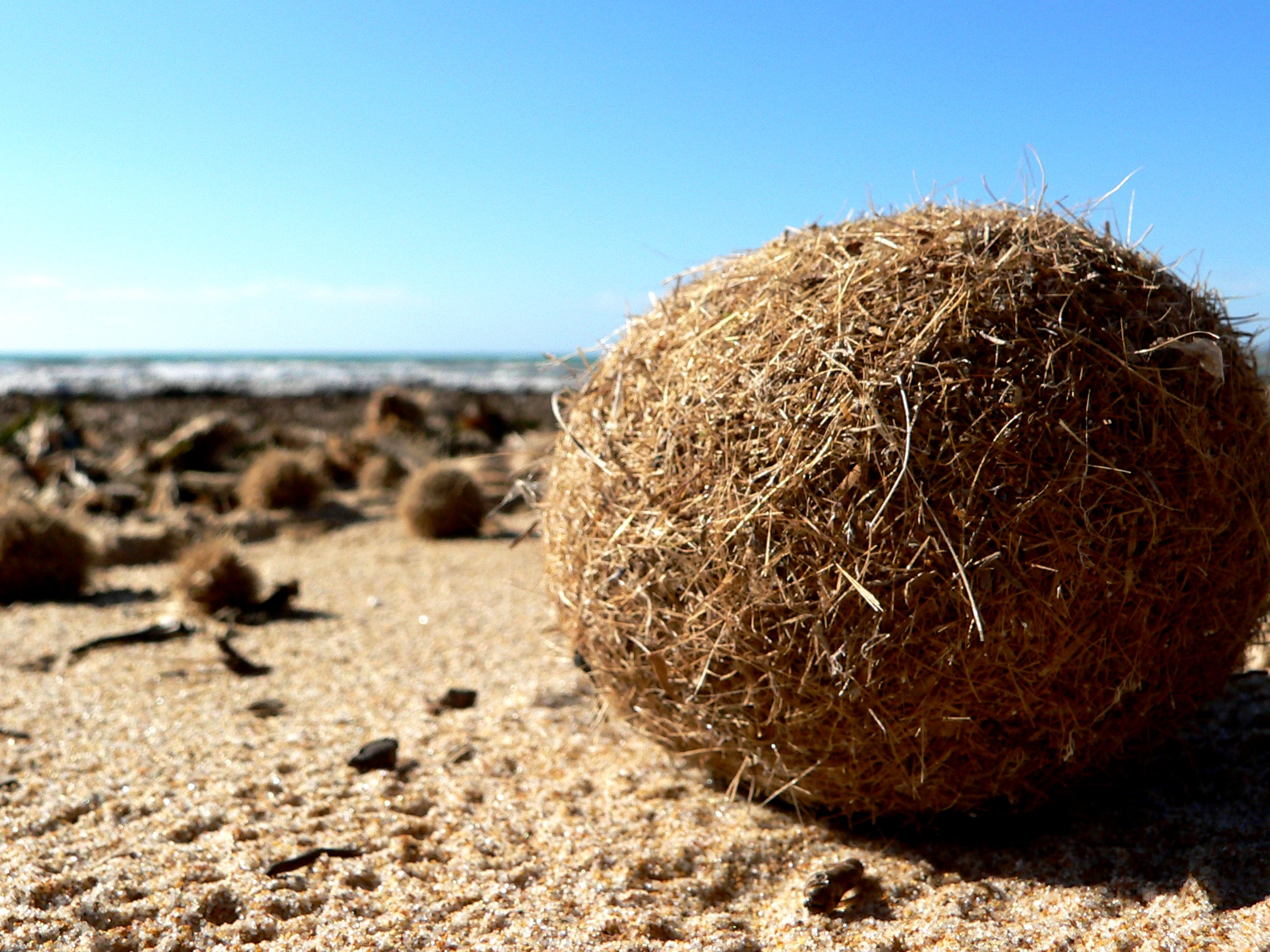
Seebälle von Posidonia oceanica

Bei anderen Seegräsern der Gattungen Zostera oder Cymodocea findet das Hauptwachstum im Sommer statt. Bei Posidonia oceanica jedoch treiben neue Blätter erst im Herbst und Winter aus. Dies geschieht unter Nutzung von Stärkereserven im Rhizom und in den Wurzeln. Diese Reserven sind im Frühjahr erschöpft und werden in den produktivsten Monaten April und Mai wieder aufgefüllt. Im Frühjahr werden nur noch wenige neue Blätter angelegt und im Sommer wird, aufgrund der hohen Bedeckung der Blätter mit Epiphyten, das Wachstum völlig eingestellt. Erst im August und September erscheinen erste neue Blätter, die im Schutz der alten Blätter heranwachsen. Die alten Blätter fallen im Oktober ab. Dieser Produktionsrhythmus wird als Anpassung an den Bewuchs mit Epiphyten erklärt, da Posidonia oceanica Nährstoffe vermutlich vorwiegend über die Blätter aufnimmt und sich somit mit den Epiphyten in Konkurrenz befindet. Durch die Nutzung des winterlichen Nährstoffangebotes und die Konversion von Kohlenhydraten kann somit effektiv Blattbiomasse aufgebaut werden, während Epiphyten wie auch Phytoplankton noch durch die geringe Lichtintensität limitiert sind. Die Blätter selbst wachsen von einem basalen Meristem und sterben von der Blattspitze her ab („Förderbandsystem“), was ebenfalls mit einer Anpassung an Epiphytenwachstum gedeutet wird.

### Vermehrung
Posidonia oceanica blüht nur sehr selten. Üblicherweise wird nur eine Blüte pro 10 m² pro Jahr (weniger als 3 % der neu gebildeten Sprosse) entwickelt. In wärmeren Jahren können sich jedoch vermehrt Blüten bilden (mehr als 10 % der neu gebildeten Sprosse). Jungpflanzen, die aus Samen hervorgegangen sind, finden sich nur selten. Posidonia oceanica vermehrt sich vor allem vegetativ über Verzweigungen des Rhizoms.
Bei der Erbgut-Analyse von Neptungras im gesamten Mittelmeer haben Sophie Amaud-Haond u. a. vom DEEP-Centre de Brest in Plouzané bis zu 15 km ausgedehnte (genetisch identische) Klone gefunden. Aus dieser Länge und den Wachstumsraten leiten die Forscherinnen ein Alter von bis zu 80.000 Jahren ab, womit diese die ältesten Lebewesen der Welt sein könnten.

### Vorkommen

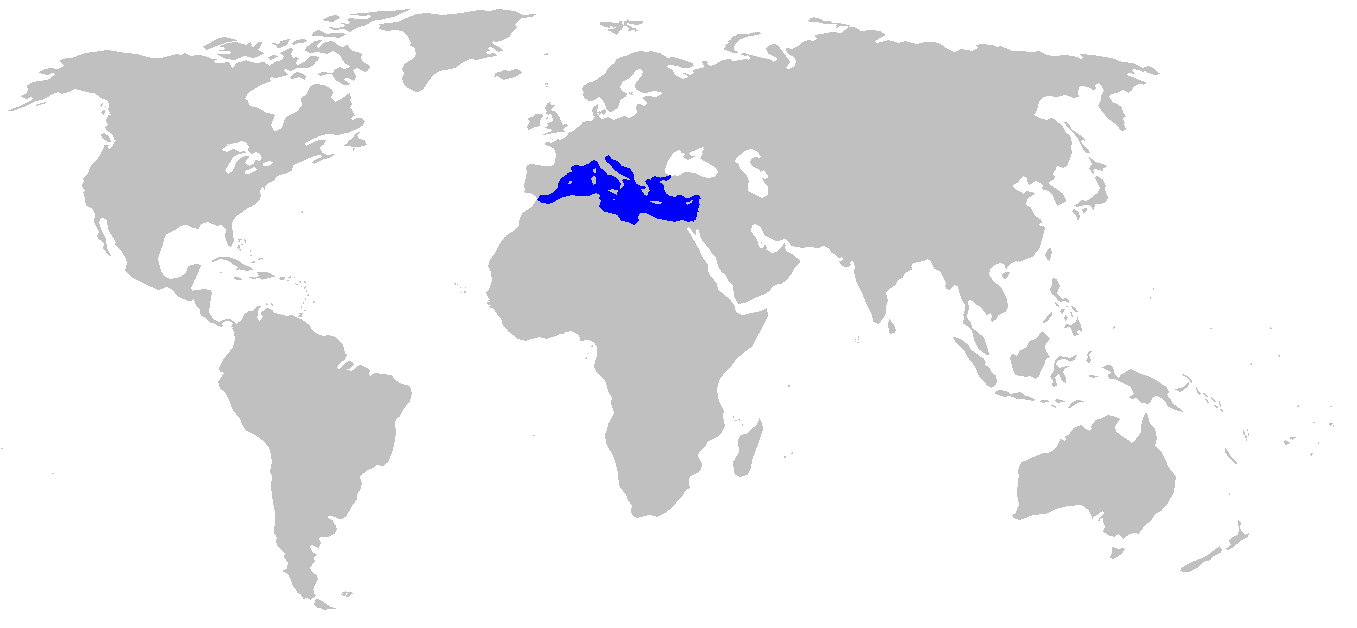
Verbreitungsgebiet des Neptungrases

Anders als alle anderen Arten der Gattung Posidonia findet sich das Neptungras ausschließlich im Mittelmeer. Es kommt im Flachwasser bis in 40 Meter Tiefe vor, bei sehr klarem Wasser auch bis in eine Tiefe von 50 bis 60 Meter. Es besiedelt bewegte bis leicht geschützte Standorte in feinem Sand mit guter Wasserzirkulation wie offene Küsten oder die Spitzen von Landzungen und ist dort oft bestandsbildend. Posidonia oceanica besiedelt aber auch größere Felsblöcke, wobei die Wurzeln zu Haftscheiben umgebildet werden. Die Pflanzen bedürfen sauerstoffhaltigen Wassers ohne große Salzgehalts- (33 bis 40 ppt) oder Temperaturschwankungen. Bei Wassertemperaturen oberhalb von 20 bis 22 °C sterben die Pflanzen ab, bei Temperaturen unter 10 °C ebenfalls.

### Nutzen
Posidonia oceanica spielt eine wichtige Rolle im Kampf gegen die Auswirkungen des Klimawandels. Der spanische Meeresbiologe Carlos Duarte vom Mittelmeerinstitut der Balearen in Esporles/Mallorca stellte fest, dass Seegraswiesen doppelt so viel CO2 speichern können wie z. B. eine gleich große Fläche tropischer Regenwald.
Neptungras ist zudem Brutraum für viele Fische und Lebensraum für Meeresschnecken. Zudem schützt es Küsten vor Erosion und trägt so dazu bei, dass Strände nicht abgetragen werden. Außerdem nimmt das Seegras viele über die Flüsse ins Meer gespülte Nährstoffe auf und schützt so das Meer vor Überdüngung und hält das Wasser klar und sauber.
Abgestorbenes Neptungras lässt sich als Dämmungsmaterial verwenden. Ein patentierter Dämmstoff auf der Basis von Neptungras ist im Handel erhältlich und kommt aufgrund der silikathaltigen Faserstruktur des Neptungrases, ohne chemische Brandschutzzusätze aus.

### Schäden
Zum einen wird das Seegras durch die zunehmende Klimaveränderung und Erwärmung der Meere stark geschädigt. Nahe den Balearen ging bei einer marinen Hitzewelle der Zuwachs durch Sprossen deutlich zurück; Sprossen sind neben der geschlechtlichen Vermehrung für die Ausbreitung der sehr langsam wachsenden Pflanzen entscheidend. Im westlichen Mittelmeer könnten Neptungraswiesen bis Mitte des Jahrhunderts funktionell aussterben.
Zum anderen wird Posidonia oceanica durch ankernde Schiffe aus dem Meeresboden herausgerissen und vernichtet.
Zwischen den Baleareninseln Formentera und Ibiza besteht seit 1999 ein von der UNESCO anerkannter und auf der Liste des UNESCO-Welterbe geführter Naturpark der Parque Natural de Ses Salines d’Eivissa i Formentera.
Die dort befindlichen größten zusammenhängenden Flächen an Posidonia oceanica werden jedes Jahr durch starken Motorbootverkehr und ankernde Yachten erheblich geschädigt und reduziert. Der Meeresbiologe Manu San Felixe aus Formentera filmte im Sommer 2011, wie die 100 Meter lange Motoryacht Turama an einem einzigen Tag einen Hektar Seegras vernichtete. Hier könnte das Seegras bei anhaltender Schädigung in drei Jahren verschwunden sein.

## Systematik und botanische Geschichte
Das Neptungras wurde 1767 von Carl von Linné als Zostera oceanica erstbeschrieben. Karl Dietrich Eberhard Koenig beschrieb 1805 Posidonia als eigene Gattung und beschrieb das Neptungras unter dem Namen Posidonia caulini als Typusart. Der Artname war allerdings nicht gültig, weshalb Alire Raffeneau Delile die Art 1813 als Posidonia oceanica erneut und nun auch gültig beschrieb.

## Nachweise
1. 1 2 3 4 5  S. M. Haslam, P. D. Sell, P. A. Wolseley: A Flora of the Maltese Islands. Msida (Malta) 1977, S. 374–375.
2. 1 2 3 4  J. Borum, C. M. Duarte, D. Krause-Jensen, T. M. Greve: European seagrasses: an introduction to monitoring and management. EU project Monitoring and Managing of European Seagrasses (online) (PDF; 8,0 MB)
3. 1 2 3 4  Ronald C. Phillips, Ernani G. Menez: Seagrasses. 1988, Number 34, Smithsonian Contributions to the Marine Sciences, S. 46, (online)
4. 1 2 3 4 5 6  Salvador Talavera Lozano: Posidoniaceae In: Flora Iberica. Bd. 17, (online) (PDF; 370 kB)
5. 1 2  J. Ott: Meereskunde: Einführung in die Geographie und Biologie der Ozeane. Ulmer, Stuttgart 1988, S. 251–261.
6. ↑  Seegras: Das älteste Lebewesen der Welt? auf: science.orf.at, 10. Februar 2012 mit Verweis auf doi:10.1371/journal.pone.0030454 " ... Extreme Life Span ..." in Open-Acces Journal PLoS One
7. ↑  A. W. D. Larkum, R. J. Orth, C. M. Duarte: Seagrasses: Biology, ecology and conservation. Springer, Dordrecht 2006.
8. ↑  Chapter 6: The role of oceans as carbon sinks. In: C. Nellemann, E. Corcoran, C. M. Duarte, L. Valdés, C. De Young, L. Fonseca, G. Grimsditch (Editor): Blue Carbon. A Rapid Response Assessment. United Nations Environment Programme, GRID-Arendal 2009, ISBN 978-82-7701-060-1, Table 1, S. 39. (online)
9. ↑  Ökologische Naturdämmung aus dem Meer. auf: energie-experten.org
10. ↑  Núria Marbà, Carlos M. Duarte: Mediterranean warming triggers seagrass (Posidonia oceanica) shoot mortality. In: Global Change Biology. Band 16, Nr. 8, August 2010, doi:10.1111/j.1365-2486.2009.02130.x.
11. ↑  Gabriel Jordà, Núria Marbà, Carlos M. Duarte: Mediterranean seagrass vulnerable to regional climate warming. In: Nature Climate Change. Mai 2012, doi:10.1038/nclimate1533.
12. ↑  "El fondeo puede acabar en tres años con la posidonia de Formentera". In: Diario de Ibiza vom 14. bis 16. September und 8. Oktober 2011